# August zu Hohenlohe-Oehringen

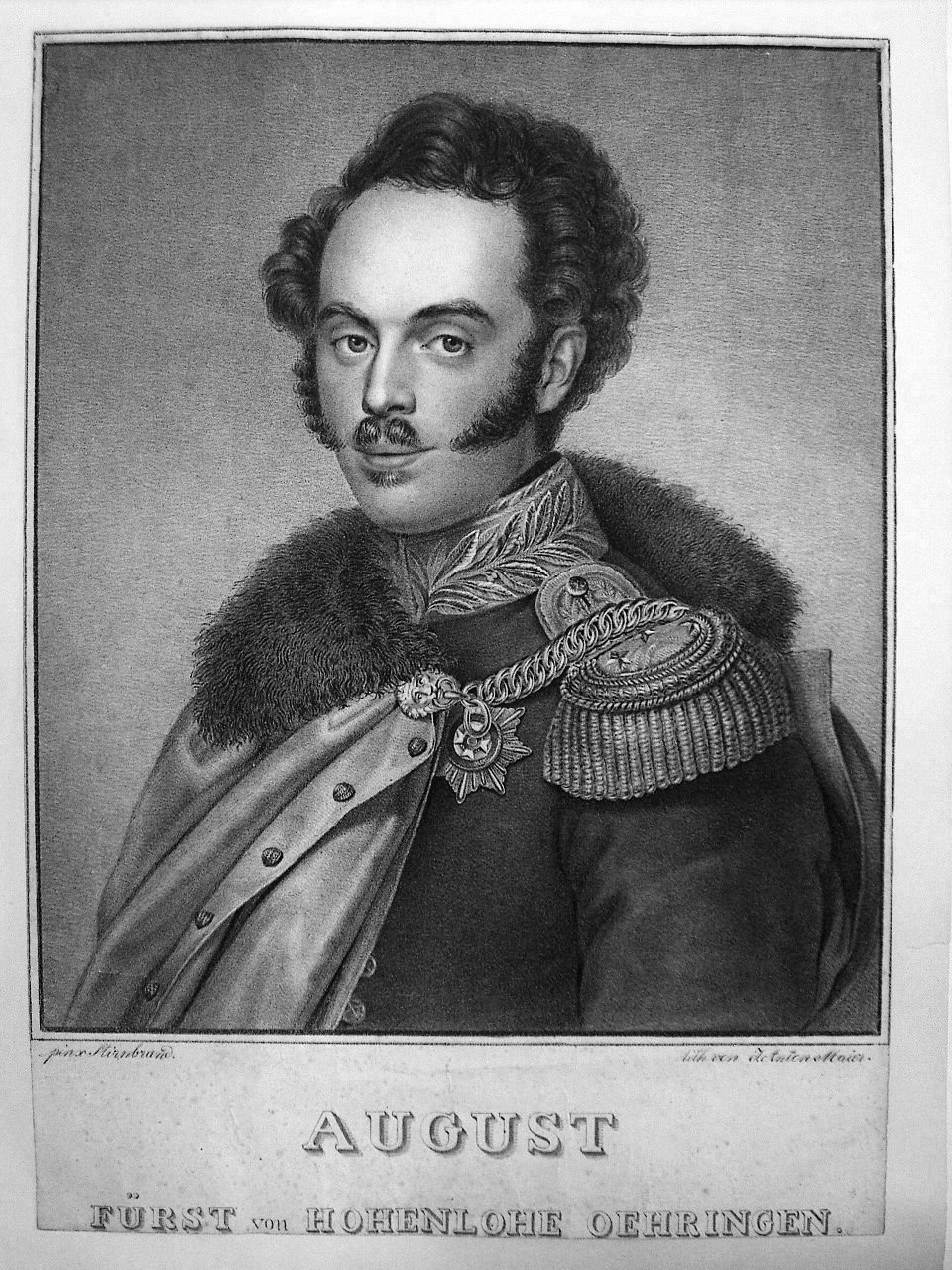
Fürst August zu Hohenlohe-Öhringen

Friedrich August Karl 3. Fürst zu Hohenlohe-Oehringen (* 27. November 1784 in Breslau; † 15. Februar 1853 auf Schloss Slawentzitz) war ein württembergischer Offizier, zuletzt im Range eines Generalleutnants und Standesherr aus dem Geschlecht derer zu Hohenlohe.

## Leben
August war der Sohn des Fürsten Friedrich Ludwig zu Hohenlohe-Ingelfingen (* 1746; † 1818) und der Amalie Luise, geborene Gräfin von Hoym (* 1763; † 1840). Er hatte sieben Geschwister. Im August 1806 übernahm er das durch die Rheinbundakte mediatisierte Fürstentum seines Vaters, der sich nicht unter die Souveränität des Königreichs Württemberg begeben wollte. Der Name des Fürstentums lautete bereits seit 1805 Hohenlohe-Öhringen. Von 1815 bis 1819 nahm Fürst August als Virilstimmberechtigter an den württembergischen Ständeversammlungen teil, deren erste Präsidentschaft er von 1815 bis 1816 übernahm. Nach der Ratifikation der Verfassungsurkunde des Königreichs Württemberg durch die Ständeversammlung am 25. September 1819 trat Fürst August 1820 in die erstmals versammelte württembergische Kammer der Standesherren ein und war von 1820 bis 1835 deren Präsident. Fürst August gehörte dieser auch Erste Kammer genannten Institution noch bis ins Jahr 1849 an. Von 1838 bis 1842 ließ er sich in der Kammer durch seinen Sohn Friedrich vertreten, danach durch seinen Sohn Hugo, der ihm 1849 als Standesherr nachfolgte. Seit dem Tod seines Vaters im Jahre 1818 war Fürst August auch Majoratsherr zu Slawentzitz und Lassowitz in Oberschlesien sowie im thüringischen Oppurg. In der württembergischen Armee stieg der Fürst bis zum Rang eines Generalleutnants auf.
1818 wurde August zu Hohenlohe-Öhringen mit dem Großkreuz des Ordens der Württembergischen Krone ausgezeichnet.

## Familie
Fürst August war evangelisch. Er heiratete am 28. September 1811 in Ludwigsburg Prinzessin Luise von Württemberg (* 4. Juni 1789 in Oels (Schlesien); † 16. Juni 1851 in Slawentzitz), die Tochter des Herzogs Eugen Friedrich Heinrich von Württemberg und Schwester des russischen Generals Herzog Eugen. Aus der Ehe gingen vier Kinder hervor:
- Friedrich Ludwig Eugen Carl Adalbert Emil August (* 12. August 1812 in Öhringen; † 10. Dezember 1892 in Slawentzitz). Er verzichtete 1842 auf seine Rechte als erstgeborener Sohn; ⚭ 1844 Mathilde (* 1821 † 1896) geborene Freiin von Breuning, die seit 1843 durch Verleihung seitens des Königs von Württemberg Freifrau von Brauneck hieß
- Friederike Mathilde (* 3. Juli 1814 in Öhringen; † 3. Juni 1888 auf Schloss Mirabel bei Salzburg); ⚭ 1835 den Fürsten Günther Friedrich Karl II. von Schwarzburg-Sondershausen
- Friedrich Wilhelm Eugen Karl Hugo, 4. Fürst zu Hohenlohe-Öhringen, 1. Herzog von Ujest (* 27. Mai 1816 in Stuttgart; † 23. August 1897 in Slawentzitz); ⚭ 15. April 1847 in Donaueschingen Prinzessin Pauline zu Fürstenberg (* 11. Juni 1829 in Donaueschingen; † 23. August 1900 in Slawentzitz)
- Felix Eugen Wilhelm Ludwig Albrecht Karl (* 1. März 1818 in Öhringen; † 8. September 1900 in Asnières); ⚭ 12. Juni 1851 in Kassel Prinzessin Alexandrine Friederike Wilhelmine von Hanau, Gräfin von Schaumburg (* 22. Dezember 1830 in Fulda; † 20. Dezember 1871 in Aeschach)

## Musik am Hof
Um 1816 gründete Fürst August eine Hofkapelle, die zunächst aus acht, später zwölf Musikern bestand. Kapellmeister war zunächst Georg Schmitt aus Amorbach, der auch als Arrangeur für Harmoniemusik hervortrat. Sein Nachfolger wurde Wilhelm Kirchhoff. Um 1837 verlegte Fürst August die Kapelle nach Slawentzitz. Die zuletzt auf sechzehn Musiker erweiterte Hofkapelle soll im 19. Jahrhundert die einzige Kapelle in Schlesien gewesen sein.
Der aus Niederschlesien stammende Komponist Wilhelm Eduard Scholz wurde 1838 zum Kapellmeister des Fürsten von Hohenlohe-Öhringen am Hof in Slawentzitz ernannt. Wie aus einzelnen, den Kompositionen angefügten Jahreszahlen hervorgeht, liegt die Schaffensperiode des Komponisten in der ersten Hälfte des 19. Jahrhunderts. Die Partituren der vollständig erhaltenen Instrumentalkonzerte (Posaunen-, Oboen- und Klarinettenkonzert) von W. E. Scholz sind 2016 von Stefan Antweiler aus den Einzelstimmen erstellt und als Erstausgaben herausgegeben worden. Sie sind im Are Musikverlag Mainz erschienen. Die Kapelle in Slawentzitz bestand bis circa 1850.